# Amazon Astro
Amazon Astro，简称Astro，是亚马逊公司发布的一款家用机器人。该设备旨在帮助用户完成包括家庭安全监控、照看老年人在内的一系列任务。该系统可以跟随用户到不同的房间，并播放音乐、播客和节目。

## 功能
《汤姆指南》（Tom's Guide）称这个设备为“轮子上的Alexa”，其含盖了Amazon Echo Show 10上提供的所有功能。Astro载有的视觉ID能够识别不同的家庭成员，并能在发现有无法识别的陌生人时发出警报。